# Paint (Pensilvania)
Paint es un borough ubicado en el condado de Somerset en el estado estadounidense de Pensilvania. En el año 2000 tenía una población de 1.103 habitantes y una densidad poblacional de 1,217.2 personas por km².

## Geografía
Paint se encuentra ubicado en las coordenadas 40°14′36″N 78°50′46″O / 40.24333, -78.84611.

## Demografía
Según la Oficina del Censo en 2000 los ingresos medios por hogar en la localidad eran de $28,571 y los ingresos medios por familia eran $35,833. Los hombres tenían unos ingresos medios de $25,179 frente a los $18,611 para las mujeres. La renta per cápita para la localidad era de $14,351. Alrededor del 9.5% de la población estaba por debajo del umbral de pobreza.